# 유혹하지 마라
"유혹하지 마라"는 한국에서 제작된 임원직 감독의 1967년 영화이다. 박노식 등이 주연으로 출연하였고 이수길 등이 제작에 참여하였다.

## 출연

### 주연
- 박노식
- 태현실
- 이예춘
- 독고성

## 기타
- 조명: 장기종
- 미술: 김유준